# زيد النار
زيد بن موسى الكاظم الملقب زيد النار والي الأهواز في فترة خروج أبي السرايا ضد الخلافة العباسية. وأمره عندما خرج أبو السرايا على أمير المؤمنين الخليفة عبدالله المأمون سنة 199 هـ ولّى زيد بن موسى الأهواز، وولّى العباس بن محمد الجعفري البصرة الذي خرج إليه علي الحارض بن محمد الديباج، ووافاهم زيد بن موسى ماضيا إلى الأهواز، فاجتمعوا، ولقيهم الحسن بن علي الباذغيسي، وكان على البصرة، فقاتلوه وهزموه وحووا عسكره. وأحرق زيد بن موسى دور بني العباس بالبصرة، وأضرم النار في نخيلهم وسائر أسبابهم، فلقب بذلك وسمي "زيد النار".
ولما ظفر الخليفة المأمون بأبي السرايا هرب الطالبيون عن البصرة وتفرقوا فتوارى بعضهم بالكوفة وبعضهم ببغداد وصار بعضهم إلى المدينة وكان زيد ممن توارى، فطلبه الحسن بن سهل طلبا حثيثا حتى أخذه، فأراد قتله فأُشير عليه بتركه، فحبسه ببغداد، فلما بايع الناس المأمون لعلي الرضا كتب إلى الحسن بإطلاقه، وحمله إلى الرضا أخيه مكرما، فلما جيء به إليه عاتبه على خروجه ووعظه وسأل عبدالله المأمون في أمره فعفا عنه، وعاش إلى آخر خلافة المتوكل رضي الله عنه، ومات بسر من رأى، وقيل قبره بولاية مرو.

## نسبه
زيد بن موسى الكاظم بن جعفر الصادق بن محمد الباقر بن علي زين العابدين بن الحسين السبط بن علي بن أبي طالب، وعلي زوج فاطمة بنت محمد ﷺ.
فهو الحفيد 6 لرسول الله محمد ﷺ في سلسلة نسبه.
- اخوته
- علي الرضا
- فاطمة بنت موسى الكاظم
- حكيمة بنت موسى الكاظم
- حمزة بن موسى الكاظم
- القاسم بن موسى الكاظم
- أحمد بن موسى الكاظم
- محمد بن موسى الكاظم
- واكثر

## حياته
لا توجد معلومات دقيقة حول زمان ومكان ولادة وموت زيد، ولا حتى باقي تفاصيل حياته. كان زيد بن موسى أخ علي الرضا، وتوفي تقريباً عام 250هـ في سامراء زمان الخليفة العباسي المستعين.
- أبناؤه
طبقاً لبعض الأخبار فقد كان لزيد عشرة أبناء. غير أنّ ابن عنبة يرى أنّ له أربعة أبناء وهم: الحسن، والحسين المحدّث، وجعفر، وموسى الأصم، وأنّ ذريته قد تشتّتت في كل من المغرب والعراق (بنو صعب، وبنو مكارم) وإيران.

## استياءعلي الرضامن أفعاله
وردت بعض الروايات في لوم علي الرضا لزيد ودعوته للتقوى واجتناب المعاصي. فبعد القسوة التي مارسها في البصرة أثناء ثورة ابن طباطبا وأبي السرايا، تعرّض الرضا لسلوك زيد وتحدّث عنه باشمئزاز، وأقسم أن لا يكلمه أبداً.
«يا زيد؛ أغرّك قول سفلة أهل الكوفة أنّ فاطمة أحصنت فرجها فحرم الله ذريتها على النار؟! ذلك للحسن والحسين خاصة. إن كنت ترى أنك تعصي الله عز وجل وتدخل الجنة وموسى بن جعفر أطاع الله ودخل الجنة؛ فأنت إذاً أكرم على الله عز وجل من موسى بن جعفر! والله ما ينال أحد ما عند الله عز وجل إلا بطاعته، وزعمت أنك تناله بمعصيته! فبئس ما زعمت». فقال له زيد: أنا أخوك وابن أبيك. فقال : «أنت أخي ما أطعت الله عز وجل»

## مشاركته في تمرّد ابن طباطبا وأبي السرايا
لم تشر المنابع التي تحدثت حول زيد إلا إلى دوره في ثورة ابن طباطبا وأبي السرايا في العراق بين عامي (199 و200هـ)، ومن غير الواضح سبب وكيفية التحاقه بهما. قيل بأنّ أبا السرايا وأصحابه بعد وفاة ابن طباطبا بايعوا شابّاً علويّاً يدعى محمد بن محمد بن زيد، فولّى هذا الأخيرُ زيداً على الأهواز. وفي طريقه إلى هناك، قام زيد مستعيناً بالعباس بن محمد الجعفري والي أبي السرايا على البصرة بالزحف إليها، فتغلّب على عامل العباسيين عليها وسيطر على كامل البصرة، ثم ما لبث زيد أن أبعد العباس بن محمد أيضاً وضمّ البصرة إلى سلطانه.

### لقب زيد النار
أغار زيد في البصرة على أموال الناس، ثم أمر بإحراق بيوت بني العباس وأتباعهم ومُواليهم، وكلما جاؤوا بأحدهم إليه أمر بإحراقه، ومن هنا لُقّب بـ "زيد النار".

### وقوعه في الأسر
بقعة منسوبة إلى زيد النار في مدينة قائن الإيرانية
بعد موت أبي السرايا وسيطرة بني العباس على البصرة وقع زيد في الأسر. واختلفت الأخبار في كيفية أسره، فقد نقل الطبري أنه طلب الأمان، فأمّنه قائد جيش العباسيين علي بن أبي سعيد. وعلى رواية أخرى فإنهم أرسلوه إلى الحسن بن سهل في بغداد الذي كان على وشك قتله، إلا أنه أعرض عن ذلك لعدم حصوله على إذن المأمون، سيّما وأنّ بعض حاشيته قد خوّفه من الإقدام على ذلك. بقي زيد في السجن حتى بايع أهل بغداد إبراهيم بن المهدي، وعندها قام أتباع المأمون بإخراجه من السجن وأرسلوه إليه. ويرى البلعمي في تاريخه أنّ زيداً فرّ من سجن علي بن أبي سعيد والتحق بأخ أبي السرايا عبد الله، ولما كان على وشك فتح البصرة وقع في الأسر وتمّ إرساله إلى بغداد، ولبث سجيناً فيها حتى تمكن المتمردون من إطلاق سراحه فتوارى عن الأنظار. وفي تتمة الرواية تحدث البلعمي عن نيّة أهل بغداد تعيين زيد النار كخليفة. وفي رواية المؤرخ الغرديزي (گردیزی بالفارسية) أيضاً فإنّ الحسن بن سهل بعد قتل أبي السرايا أرسل زيداً إلى المأمون. وبحسب ما رواه الشيخ الصدوق إنّ المأمون قد عفا عنه إكراماً علي الرضا .